# Трыстеник
Тры́стеник (болг. Тръстеник) — город в Болгарии. Находится в Плевенской области, входит в общину Долна-Митрополия. Население составляет 4359 человек (2022).
Город Трыстеник расположен в 18 км северо-западнее от областного центра — города Плевен и на расстоянии около 30 км к югу от реки Дунай.

## Политическая ситуация
В местном кметстве Трыстеник, в состав которого входит Трыстеник, должность кмета (старосты) исполняет Петыр Валентинов Петров («ДА — демократический альянс общины Долна-Митрополия» — коалиция в составе 3 партий: ВМРО — Болгарское национальное движение, Союз свободной демократии (ССД), Союз демократических сил) по результатам выборов правления кметства.
Кмет (мэр) общины Долна-Митрополия — Александр  Пенков Печеняков (Болгарская социалистическая партия (БСП)) по результатам выборов в правление общины.